# Mabuya cochonae
Mabuya cochonae (кошонська мабуя) — вид сцинкоподібних ящірок родини сцинкових (Scincidae). Ендемік Гваделупи.

## Поширення і екологія
Кошонські мабуї відомі за двома зразками, зібраними у 1963 році на острівці Кошон в затоці Пті Куль-де-Сак Марін поблизу узбережжя Гваделупи. Вони живуть в прибережних заростях.

## Збереження
МСОП класифікує цей вид як такий, що перебуває на межі зникнення. Mabuya cochonae загрожує поява на острові інвазивних щурів. На острові Кошон вже мешкають кішки і, можливо, кошонські мабуї вже вимерли.